# تكييف الهواء في السيارة
تكييف الهواء في السيارة  يلزم على الأخص في البلاد الحارة مثل الشرق الأوسط وبعض بلاد آسيا وبعض ولايات الولايات المتحدة الأمريكية والبلاد الأوروبية المطلة على البحر الأبيض المتوسط. فقيادة السيارة ودرجة الحرارة فيها 27 درجة مئوية أو أكثر تصعب القيادة وتؤدي إلى حوادث المرور. وتبين الإحصاءات أن ارتفاع درجة الحرارة في مقصورة السيارة بين 25 و 35 درجة مئوية يزيد من معدل حدوث الحوادث بنسبة 20 %.

## بداية ادخال المكيف للسيارة
بدات التجارب في تكييف السيارة سنة 1933 في مدينة نيويورك في الولايات المتحدة وكانت أول سيارة يدخل لها نظام التكييف هي سيارة باكارد وذلك سنة 1939

## مكونات جهاز التكييف

وحدة تكييف الهواء المنزلية، وهي مثيلة لجهاز التكييف في السيارة.

جهاز التكييف في السيارة يشابه جهز التكييف المستخدم في البيوت والمباني. وتتكون دائرة التبريد في السيارة من الأجهزة التالية:
1) ضاغط لغاز التبريد يعمل بالكهرباء
2) مكثف على هيئة انبوب لولبي يحتوي على غاز التبريد السائل، يمر عليه الهواء من الخارج.
3) صمام يبخ سائل التبريد في المبخر
4) مروحة لسحب الهواء من مقصورة السيارة وتمريره على المبخر
5) مبخر سائل التبريد، وهو في هيئة مشابهة للمكثف ويتكون من أنبوب لولبي ويمر فيه سائل التبريد،
6) صمام توصيل غاز التبريد إلى ضاغط الغاز.

## طريقة عمل جهاز التكييف
يقوم الضاغط، وهو متصل في العربة بمحرك السيارة عن طريق سير حلقي، بضغط غاز التبريد ليمر في الأنبوب الحلزوني للمكثف، فيمر عليه الهواء من خارج السيارة. فيمتص الهواء بعضا من حرارة الغاز المضغوط فيتحول غاز التبريد إلى سائل. يقوم الصمام ببخ سائل التبريد في الأنبوب الحلزوني للمبخر، وتعمل المروحة على سحب الهواء من داخل السيارة وتمرره على المبخر.
عندئذ يمتص سائل التبريد حرارة من هواء المقصورة المار عليه فيبرد الهواء، أما سائل التبريد فيتحول إلى الحالة الغازية ثانيا بسبب امتصاصه للحرارة. يدخل الهواء البارد إلى المقصورة فيشعر الركاب بالراحة والاستجمام. وعن طريق الصمام يندفع غاز التبريد إلى الضاغط ليضغطه من جديد، وبذلك تتم دورة التبريد.